# Jorge Félix Lavocat
Jorge Félix Lavocat (Belém, 18 de junho de 1905 – Rio Branco, 15 de dezembro de 1981) foi um comerciante e político brasileiro que foi deputado federal pelo Acre.

## Dados biográficos
Filho de Carlos Lavocat Bouvier e de Maria Lavocat. Comerciante, iniciou sua vida política no Território Federal do Acre onde foi prefeito de Rio Branco, secretário-geral e governador interino do território. Com a passagem do Acre a estado foi eleito deputado federal pela ARENA em 1966 afastou-se do mandato para integrar o secretariado do governador Jorge Kalume entre setembro e novembro de 1968 quando foi substituído por Joaquim Macedo. Eleito primeiro suplente do senador José Guiomard em 1970 e segundo suplente do mesmo em 1978, não chegou a ser convocado.
Sogro de Amilcar de Queiroz, que foi eleito deputado federal pelo Acre em 1978 e 1982.